# Paju
Paju é uma cidade da província de Gyeonggi, na Coreia do Sul. Foi considerada uma cidade em 1997. Por estar localizada ao sul da cidade de Panmunjeom no Paralelo 38 N, muitas bases do exército norte-americano e coreano estão localizadas na cidade, com o objetivo de proteger a capital coreana.